# Moreilles
Moreilles település Franciaországban, Vendée megyében. Lakosainak száma 408 fő (2022. január 1.). Moreilles Champagné-les-Marais, Luçon, Nalliers, Puyravault, Sainte-Gemme-la-Plaine és Sainte-Radégonde-des-Noyers községekkel határos.

## Népesség
A település népességének változása:
| Lakosok száma | 369  | 387  | 409  | 422  | 416  | 413  | 410  | 409  | 408  |
|               | 2013 | 2015 | 2016 | 2017 | 2018 | 2019 | 2020 | 2021 | 2022 |